# Lady Gaga Live at Roseland Ballroom
A Lady Gaga Live at Roseland Ballroom Lady Gaga amerikai énekesnő első rezidencia-koncertsorozata. A rezidencia a New York-i Manhattanben található Roseland Ballroomban került megrendezésre, 2014. március 28-án kezdődött és április 7-én zárult, hét koncertet követően. Ez volt az utolsó esemény, amelynek otthont adott a helyszín, miután bejelentették, hogy bezárják és egy 42 emeletes felhőkarcolót építenek a helyére. Gaga elárulta, hogy a Roseland volt az egyetlen helyszín New Yorkban, ahol még soha nem játszott, bár korábban már járt ott koncerten. Az eseményt bejelentő plakáton Gaga egy régi képen látható, amely még azelőtt készült, hogy előadóművészként befutott volna.
A helyszín iránti tiszteletadásként a színpadot rózsákkal díszítették. A többszintes díszlet New York-i tűzlépcsőkből állt. A színpad más részein a félemeletre vezető létra és egy F-metrókocsi másolata volt látható. Gaga ruhatára rózsás témájú volt dresszekkel, fejdíszekkel és dzsekikkel, valamint a hangszerek is vörös rózsákkal voltak díszítve. A rezidencia dallistája a The Fame, a The Fame Monster, a Born This Way és az Artpop dalaiból állt. Néhány számot akusztikus változatban adott elő.
A rezidencia pozitív kritikákat kapott a zenekritikusoktól. A kritikusokat lenyűgözte Gaga énekhangja, a koreográfia és a rezidencia általános produkciója. A koncertek teltházasak voltak, a jegyárak pedig meghaladták a helyszín átlagos jegyárait. A Billboard közzétette, hogy a hét koncertre összesen 24 532 jegyet adtak el, ezzel összesen 1,5 millió dolláros bevételt termelve. A rezidencia két előadását a Late Show with David Letterman című műsorban közvetítették, az MTV és a Logo TV pedig együttműködve mutatta be a rezidencia kulisszák mögötti logisztikáját. A 2014. április 7-i utolsó koncertet a Verizon Communications élőben közvetítette.

## Háttér és bejelentés

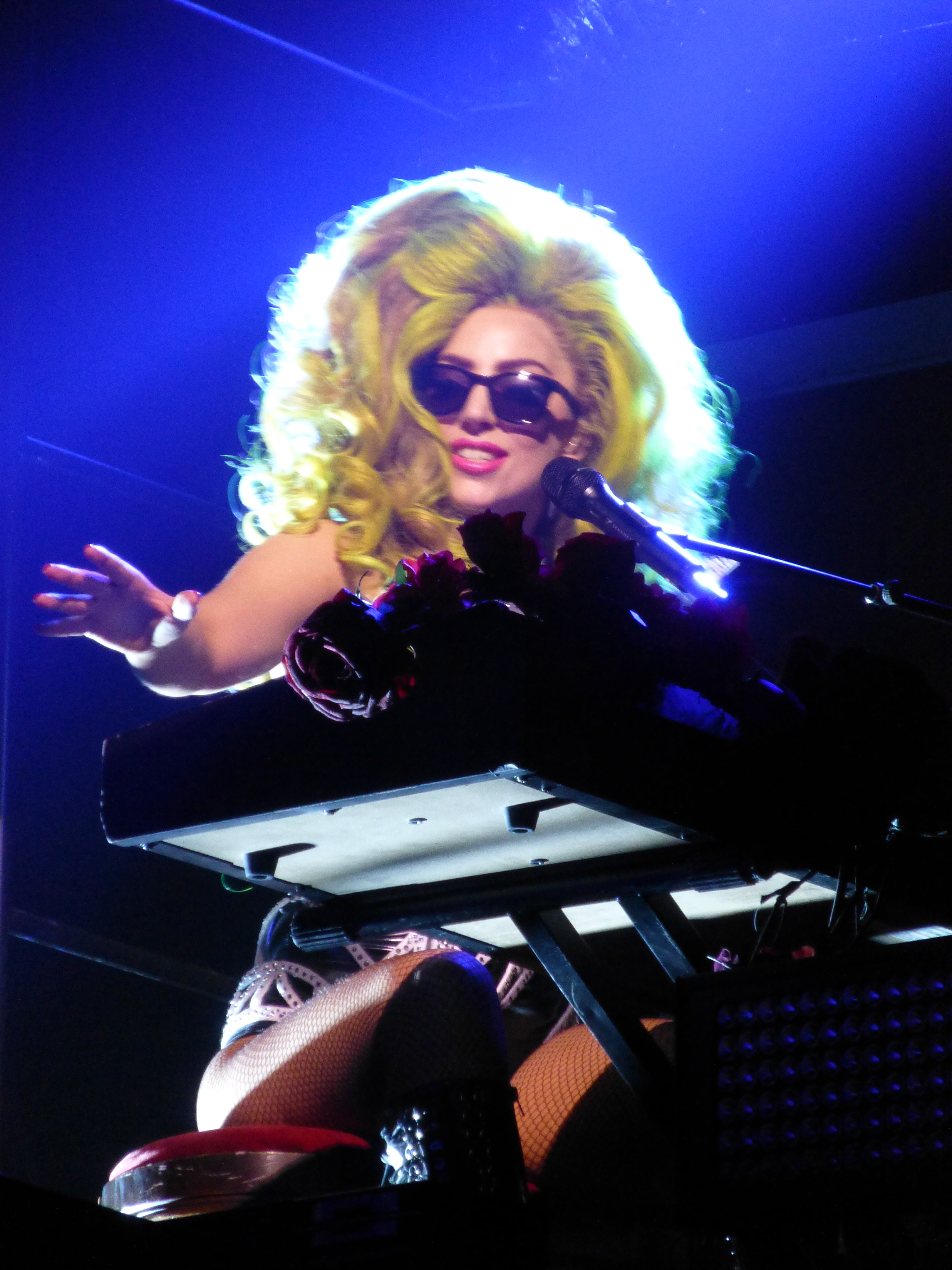
Gaga a Born This Way akusztikus előadásával kezdte a koncertet

A Roseland Ballroom 1919-ben nyitotta meg első manhattani épületét az 51. utcában, miután átköltöztek Philadelphiából. Jelenlegi helyére, az 52. utcába 1956-ban költözött, egy korcsolyapályát átalakítva. A létesítményt elsődlegesen bálteremként használták, illetve több zenekar is megfordult benne. Később aztán a populáris zenére kezdett fókuszálni, beleértve a diszkó, a grunge és az elektronikus zene korszakát. A Roseland Ballroomban ugyan sok fellépő megfordult (újoncok és már befutottak) egyaránt, 1996-tól kezdve mégis folyamatosak voltak a pletykák a helyszín megszűnéséről, miután a tulajdonos, Albert Ginsberg terveket nyújtott be az alacsony, háromemeletes épület lebontására és egy 59 emeletes felhőkarcoló építésére. 2013. október 19-én jelentették be, hogy a Roseland Ballroom 2014 áprilisában bezár, miután több mint 50 évig működött a jelenlegi helyén.
2013. november 19-én hozták nyilvánosságra, hogy Gaga rezidencia-koncertjei fogják lezárni a Roseland Ballroom történelmét. Eredetileg négy napos koncertsorozatot hirdettek megː 2014. március 28-ra, 30-ra, 31-re és április 2-ra. A jegyeket a Ticketmaster november 25-én kezdte meg értékesíteni; a jegyek ára 50 dollár volt a földszinten és 200 dollár a félemeleten. Gaga rajongói táborának tagjai november 19-től regisztrálhattak, hogy elsőként hozzájussanak a jegyekhez. November 21-én a regisztráltak közül végül véletlenszerűen kapta meg néhány szerencsés a jegyvásárláshoz szükséges kódot. A Citi kártya tulajdonosok szintén hozzáférhettek a november 22-én kezdődő elővásárlásokhoz.
Gaga elmondása szerint mindig is nagy álma volt, hogy egyszer fellépjen a Roseland Ballroomban. John Seabrooknak, a The New Yorker munkatársának elmondta, hogy „gyakorlatilag ez az egyetlen hely a városban, ahol még nem játszottam.” Fiatal lányként nem engedhette meg magának, hogy koncertekre járjon, azonban középiskolás időszakában egyszer sikerült jegyet nyernie a Franz Ferdinand együttes fellépésére. Gaga felidézte, hogy a koncert alatt elesett, és eltörte az orrát, ami miatt a szülei megtiltották neki, hogy visszamenjen a Roselandbe. Miután nemzetközi karrierje beindult 2008-ban a The Fame című debütáló albumának piacra dobásával, elkerülte a Roselandet.
Gaga 2014. március 18-án hozta nyilvánosságra a rezidencia hivatalos plakátját. A képet Gagáról egy idegen készítette a New York-i Lower East Side-on 2008-ban. Gaga elmondta: „Megtaláltuk őt, és ugyanazt a fotót használtuk a Roseland plakátomhoz”. Alatta egy idézet olvasható magától az énekesnőtőlː „Lady Gaga vagyok, dalszerző-énekesnő. Egy nap meg fogtok ismerni.”

## Kidolgozás és inspiráció

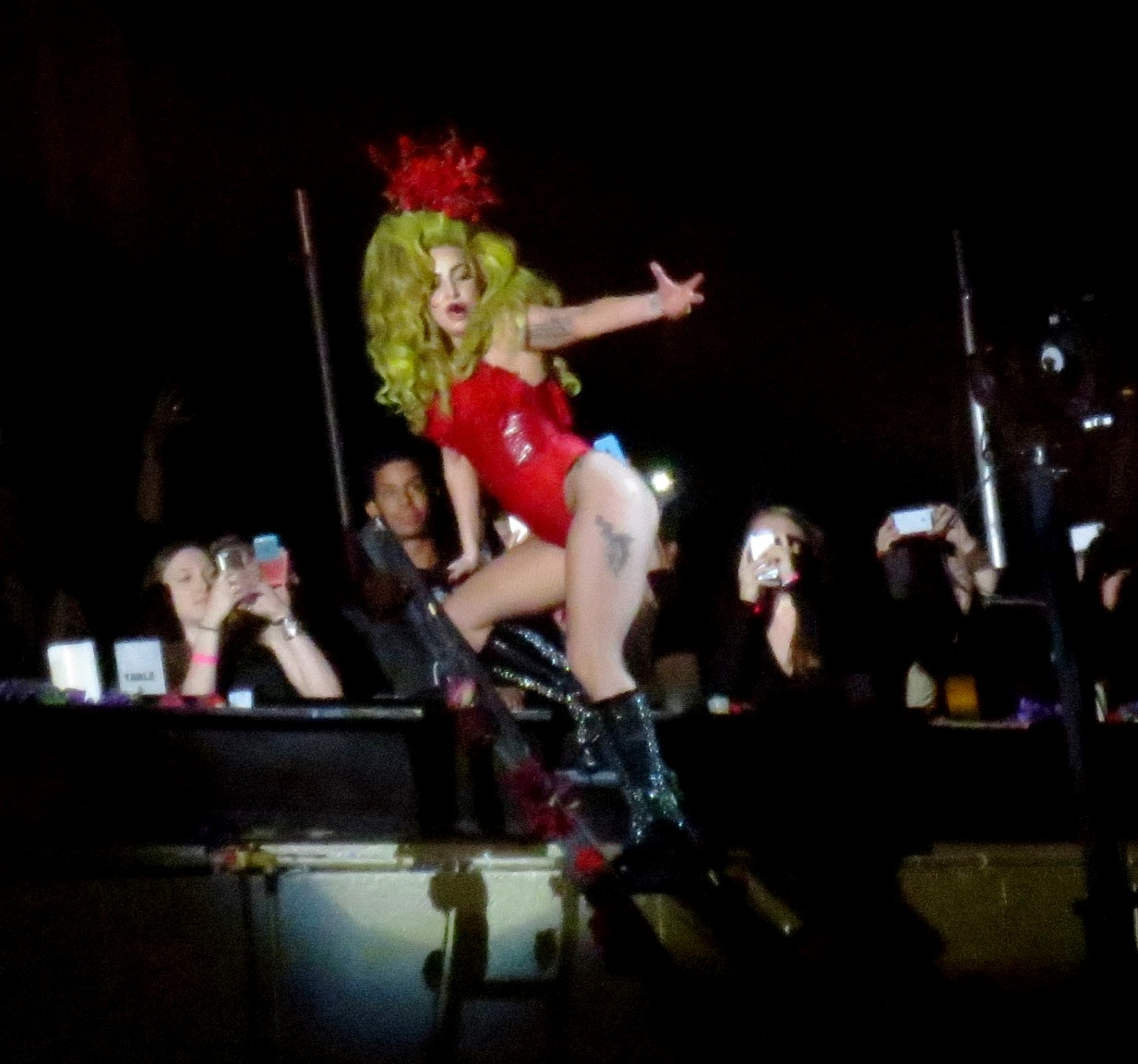
A Bad Romance előadása alatt Gaga felmászott egy létrán az emeleti közönség elé

Tematikusan mind a színpadkép, mind a ruhatár sok rózsából állt, ami tisztelgés volt a helyszín és a „Roseland” név előtt. A koncertterembe való megérkezéstől kezdve, ahol egy bodysuitban és maszkban volt látható vörös rózsákkal díszítve, a színpadon viselt ruhák között Gaga korábbi élő fellépéseire jellemző öltözékek szerepeltek. Az egyik ruha lila színű forrónadrágból, neccharisnyából és egy maszkból állt, amelyet lila rózsák borítottak, valamint egy lila kabátot viselt. Terry Richardson fotós készített képeket a színfalak mögött zajló tevékenységekről, amelyekből kiderült, hogy egy második lila kabátot is viselt Gaga, amely ékköves volt, és a hátoldalán a „Gaga” felirat díszelgett. Az énekes által használt hangszereket, például a billentyűs hangszert is hasonlóan vörös rózsákkal díszítették. Egy másik ruhán az énekesnő első stúdióalbumának korszakában viselt öltözékére emlékeztető válldíszek voltak, fekete rózsákból készült fejfedővel párosítva. Egy zöld színű parókát is viselt Gaga, amelyet még az Artpop-korszakában mutatott be. Gaga énektanára, Don Lawrence, aki 13 éves korában kezdett el vele dolgozni, minden fellépés előtt segített neki, vagy úgy, hogy jelen volt, vagy telefonon keresztül. Gaga minden show kezdete előtt egy órával kezdte hangja bemelegítését.
A színpadot úgy alakították ki, hogy megtestesítse a New York-i tűzlépcsőket, így az többszintes lett, és a Grateful Dead rockegyüttes azonos című albumának borítójához hasonlítható. A közönség elől egy nagy vörös függönnyel volt elrejtve, és hasonlóan rózsákkal volt feldíszítve. A színpad bal oldalán egy rózsával borított létrát helyeztek el, amely segítségével Gaga feljutott a galéria szintre. A színpad mögött egy kifutót építettek, amelyet még több rózsával díszítettek, és a táncosai ezen léptek fel. Egy zongorát helyeztek el egy ablak előtt, amely Gaga régi New York-i lakását jelképezte. A New York-i Lower East Side-ot a Roseland „Artpop Zone” nevű peronján egy F-vonat kocsijának másolata reprezentálta, amelyet neonfényekkel díszítettek, és a „176 Stanton Street”, Gaga régi címe volt olvasható rajta. Az Applause előadásához konfettiágyút használtak, és a helyszín óriási diszkógömbjét is igénybe vették.

## A koncert összefoglalása

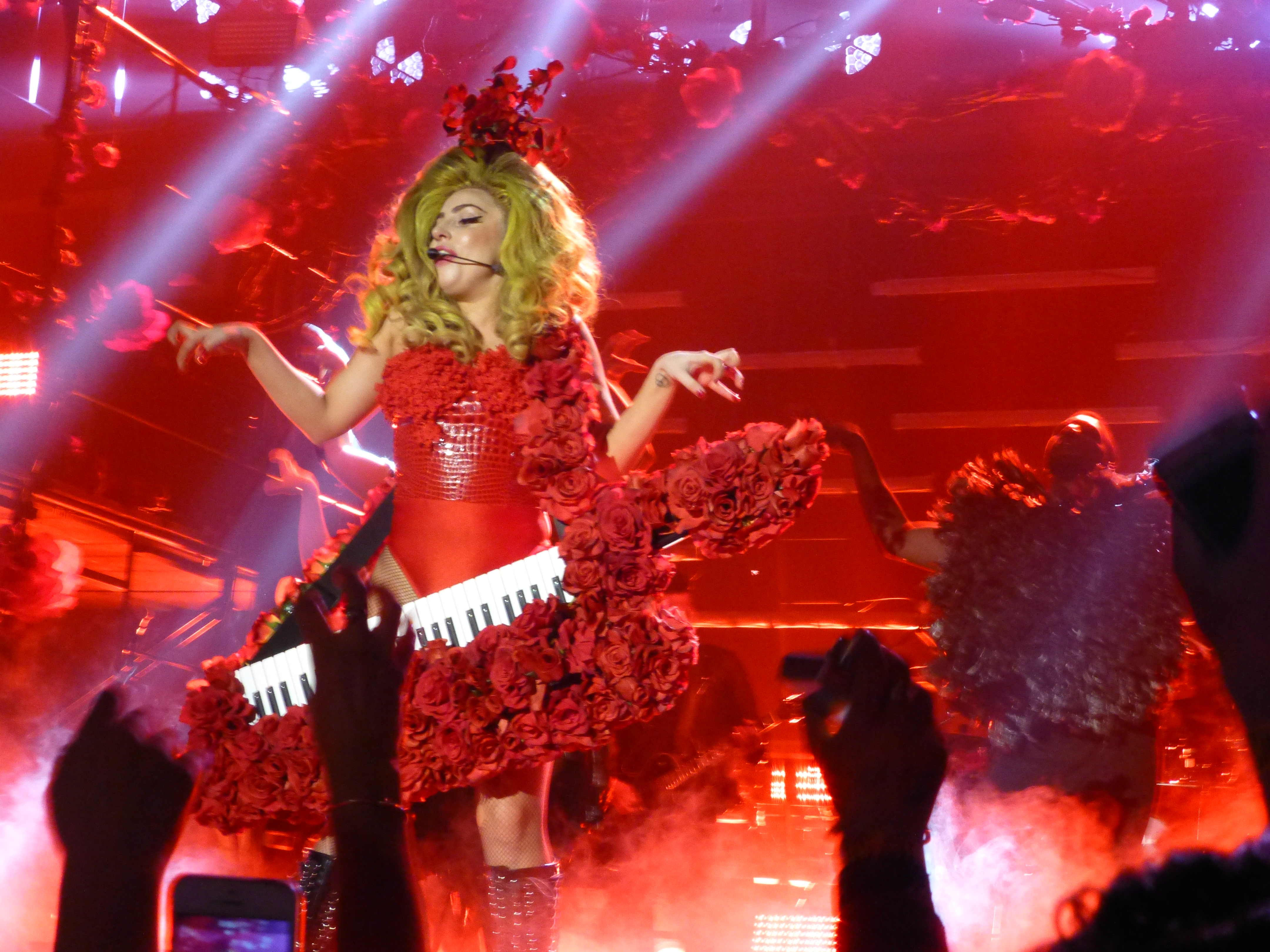
Gaga a rózsával díszített billentyűs hangszerrel a Monster előadása közben

A rezidencia dallistáján a The Fame, a The Fame Monster, a Born This Way és az Artpop dalai szerepeltek. A koncert azzal kezdődött, hogy Gaga megjelent az emelvények tetején, és a zongora felé táncolt, hogy előadja a Born This Way akusztikus verzióját, majd csapatával táncolt a Black Jesus + Amen Fashion-re, lila dresszben és dzsekiben. Gaga ezután átöltözik és piros szerelésében rózsákkal a hajában előadja a Monster-t. Rózsákkal díszített billentyűs hangszeren játszott, és fokozatosan átváltott a Bad Romance-be. Az előadás közepén a színpad bal oldalára futott, hogy egy létrán felmásszon a galéria szintre, ahol elénekelte az utolsó refrént, majd energikus táncmozdulatokkal a Sexxx Dreams következett.
Gaga a jobb oldalon lévő F-metrókocsi díszletéhez lépett, és a Dope és a You and I című dalokat énekelte el zongorán. Ezek alatt az épületről, énekesi karrierje kezdetéről, valamint függőségekről mesél a közönségnek. Ezután az átkötő zene alatt Gaga átöltözik, majd csupa sárgában kilenc táncosa mellett előadja a Just Dance-t.  A dal végén Gaga újra a rózsákkal tarkított billentyűzeten kezd játszani. A Poker Face következett, amelyet Gaga zongorán játszott. Dalszövegét több helyen is átírta, belefoglalva a Roselandet és New Yorkot. Ezt követően az Artpopot játssza el a zenekar átkötő zeneként.
A szett utolsó dala az Applause volt, ahol Gaga egy újabb jelmezt viselt, ezúttal a lila bikinit és dzsekit. Az előadás vége felé konfetti záporozott a közönségre, majd egy rövid zenei átkötő után Gaga talpig fehérben jelent meg a ráadásra, ahol a G.U.Y. című dalt adta elő. Az énekesnő provokatív mozdulatokat tesz és a videóklipben is látott koreográfiára táncol. A show azzal ért véget, hogy Gaga és csapata meghajolt a közönség előtt, és köszönetet mondott a Roselandnek.

## A kritikusok értékelései

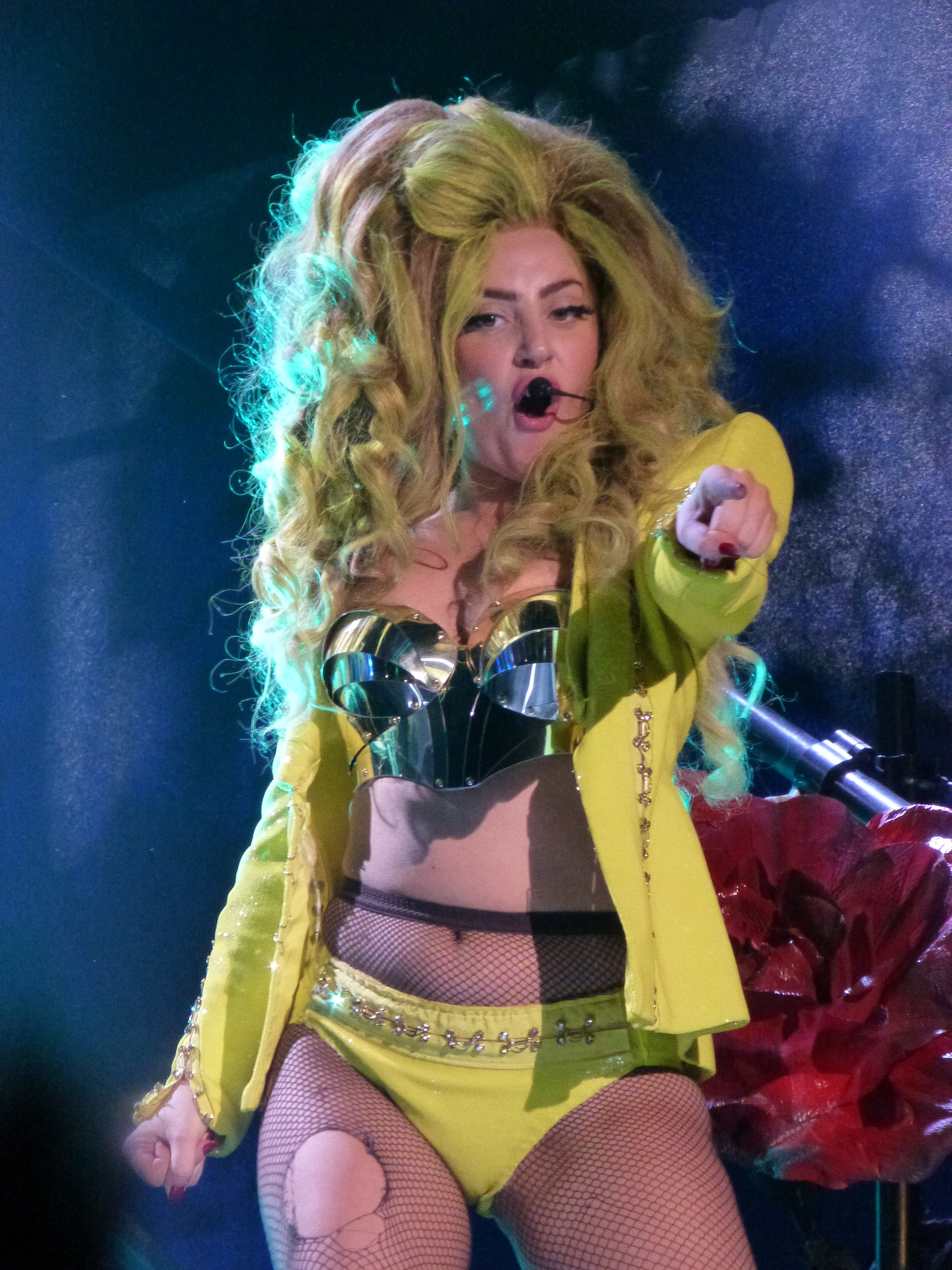
Gaga a Just Dance előadása közben

Andrew Hammp, a Billboard munkatársa a rezidenciát „felvillanyozónak” nevezte, bár úgy vélte, hogy „ha az SXSW egy állásfoglalás volt arról, hogy a márkáknak hogyan kellene támogatniuk a művészek kreatív kifejezését, akkor Gaga Roseland rezidenciája arról szólt, hogy az emberek azt kapják, amit akarnak. ... . [Az] este meglehetősen hirtelen ért véget szinte pontosan 60 perc után”. A The Courier egyik írója „rövidnek, de bájosnak” nevezte a műsort, és dicsérte, hogy a műsor során nem mutatta „a lassulás jeleit”. James Montgomery, az MTV News munkatársa dicsérte az egész műsort, mondván, hogy „sok slágert tartalmaz, fenségesen szexuális, megfelelően szentimentális – mind a dicsőséges napjai, mind az ikonikus helyszín miatt, amelyet ezzel a hét estés fellépéssel bezár –, és minden szempontból tökéletesen szórakoztató”. Megjegyezte, hogy a show hirtelen végét ellensúlyozta Gaga tánca és éneke, ami viszont segített ellensúlyozni a negatív sajtót, amelyet az Artpop megjelenése óta kapott. A Newsday munkatársa, Glenn Gamboa „vadnak” és „okosnak” nevezte a műsort, mondván, hogy az énekesnő „felpörgött” attól a pillanattól kezdve, hogy színpadra lépett, és avantgárd művészi érzékiséget mutatott. Jon Caramanica a The New York Times-tól a műsort karrierje „Supernova” szakaszának részének nevezte, és kifejtette,
Gaga ezt a fajta látványosságot a hangjával alapozza meg. Még mindig félelmetes énekesnő, amikor úgy dönt, hogy az legyen, ami ritkán lemezen, de gyakran koncerten ... Amit a rajongóknak adott, azt könnyű volt megemészteni: nagyrészt bombabiztos pop, ami ide-oda ingadozik a merengő, ziháló zongorás dalok és a nagyszabású, 1980-as évekbeli digitális rock között, éjszakai klubhangulattal.
Adam Markovitz az Entertainment Weekly-től kijelentette, hogy ha a „Roseland-show bármit is sejtet az az, hogy Gaga nem megy sehova egyhamar”, annak ellenére, hogy az Artpop kampánya iránt általában negatív a fogadtatás. Örvendetesnek nevezte, hogy a showban nem volt semmi művészettel kapcsolatos dolog, és dicsérte, hogy a zenére, Gaga énekhangjára és szórakoztatóművészi képességeire helyezték a hangsúlyt. Markovitz dicsérte Gaga és a közönség kapcsolatát is, és a Just Dance és a Bad Romance előadását kiemelkedőnek értékelte. Markos Papadatos, a Digital Journal honlapjának munkatársa „popmúzsának” nyilvánította Gagát az előadásokon. Dicsérte a dalok kiválasztását a setlistben, „eklektikusnak” nevezve azokat, és úgy érezte, hogy „megmutatták művészetének különböző oldalait”. Megjegyezte, hogy az énekesnő vokális képességei különösen a zongorán előadott akusztikus produkciók során voltak kiemelkedőek. Caryn Ganz a Rolling Stone-tól megjegyezte, hogy a Roseland kompakt tere nem tett lehetővé sok koreográfiát, de úgy érezte, hogy Gaga előadása „varázslatos” volt, különösen a You and I alatt.
Hilary Hughes az USA Today-től szintén felfigyelt Gaga hangterjedelmére, különösen a Dope és a Just Dance akusztikus interpretációja során. Hughes azzal zárta, hogy az előadások legegyszerűbb pillanatai azok voltak, amelyekben olyan kislemezeinek visszafogott verzióit adta elő, mint a Born This Way és a Poker Face, nem pedig az extravagáns koreográfiát a Bad Romance és a G.U.Y. alatt. Hardeep Phull a New York Posttól nagyra értékelte a színpadképet és a régi New York-i ipari környezet előtti tisztelgést, és pozitív visszajelzést adott Gaga választásának, hogy a You and I, a Just Dance és az Applause előadásával szórakoztatónak bizonyult. Jordan Runtagh a VH1-től megdicsérte Gaga bajtársiasságát a rajongókkal, és azt is megjegyezte, hogy „a rengeteg mozgókamera emlékeztetett minket arra, hogy ez egy különleges pillanat volt, amely be fog vonulni a történelembe. És nem csak azért, mert ezek voltak az utolsó fellépések ezen a történelmi helyszínen. Ez valami több annál”. Runtagh úgy vélte, hogy az előadások megerősítették Gagát, mint tiszteletre méltó szórakoztatóművészt, és további érdeklődést generálnak majd a közelgő ArtRave: The Artpop Ball turné iránt. Amanda Holpuch, a The Guardian munkatársa méltatta Gaga énekhangját és ruháit, de úgy érezte, hogy a showból hiányzott „valami felháborító” az énekesnőből. Hozzátette, hogy az este legmeglepőbb eseménye az volt, amikor Gaga felmászott egy létrán, és az emeletről énekelt.

## Kereskedelmi teljesítmény és közvetítés

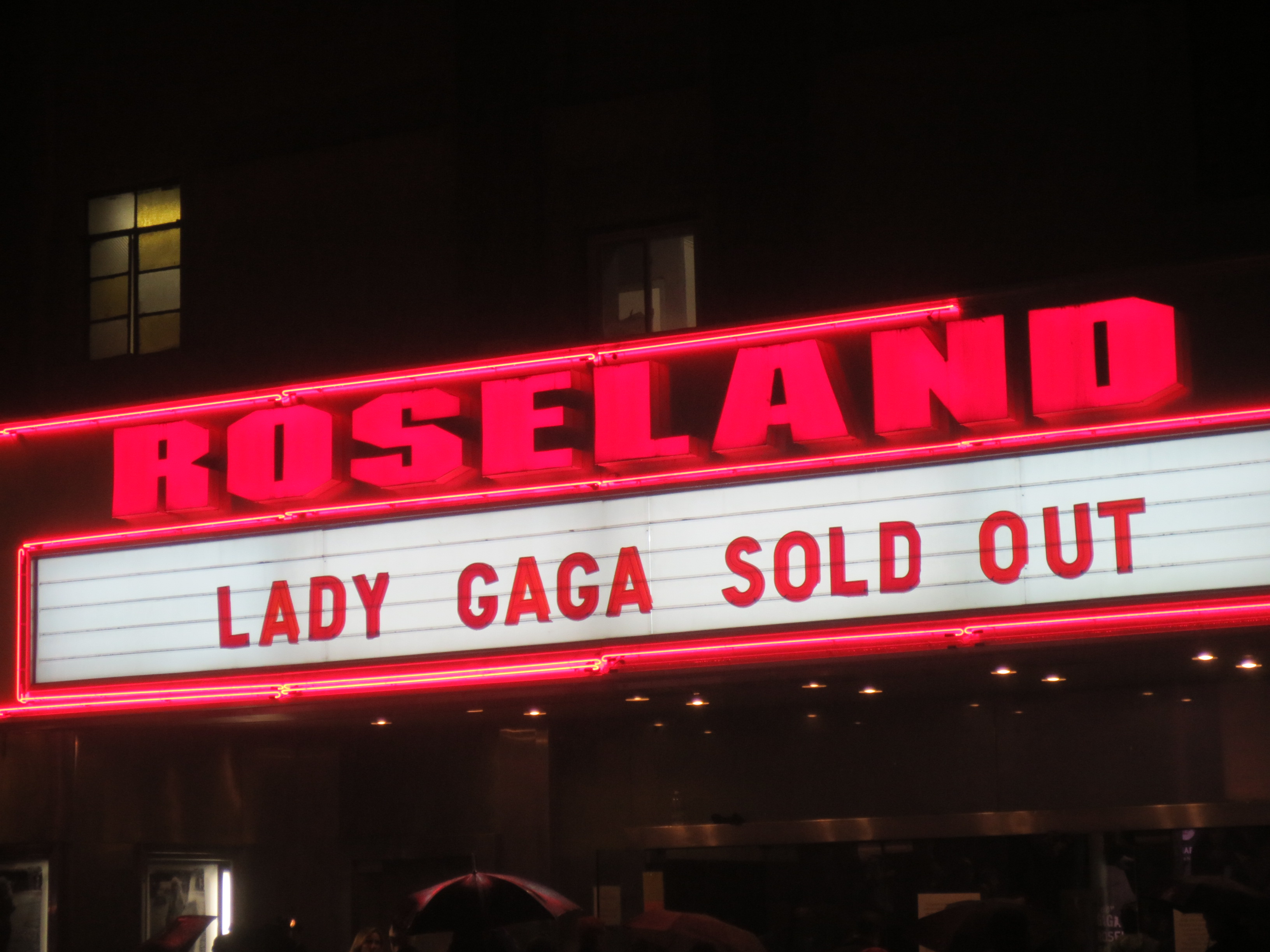
A Roseland Ballroom kívülről, teltházat jelző Lady Gaga-koncertre utalva

Jesse Lawrence a Forbes-tól arról számolt be, hogy az első és az utolsó koncertre teljesen elkeltek a jegyek, így ez volt Gaga két legdrágább koncertje a másodlagos piacon. Az átlagos jegyár a másodlagos piacon (375,89 dollár), valamint az utolsó koncertre (195,80 dollár) mind a 186,40 dolláros átlagár felett volt, az ár pedig a koncertek közeledtével csökkent. Mivel a Roseland csak belépőjegyes helyszín volt, a drágább jegyeket az „Artpop Zone”-ra tartották meg, mivel onnan jobb kilátás és ülésrend volt, valamint tartalmazta a show utáni találkozót Gagával. 2014 áprilisában Jesse Lawrence a Forbes-tól arról számolt be, hogy Gaga Roseland Ballroomban tartott fellépését követően az ArtRave: The Artpop Ball turnéjának jegyárai a másodlagos piacokon 5,3%-kal emelkedtek, a legnagyobb növekedés az atlantai Philips Arénában volt tapasztalható. A Madison Square Gardenben a jegyek 338,81 dollárra emelkedtek, ami 42,6%-kal magasabb az átlagárnál. További helyszínek, ahol a jegyárak emelkedtek, a Las Vegas-i MGM Grand Garden Arena, a bostoni TD Garden Arena és a chicagói United Center voltak. 2014 júniusában a Billboard nyilvánosságra hozta, hogy a hét dátumra összesen 24 532 jegyet adtak el, és összesen 1,5 millió dolláros bevételt értek el. A listán a 41. helyen szerepelt.
2014. április 2-án Gaga megjelent a Late Show with David Letterman című műsorban Bill Murray-vel együtt. Az interjú után az énekesnő meghívta az egész közönséget, hogy nézzék meg a műsort; a G.U.Y. és a Dope előadásait az adás során mutatták be. Az MTV és a Logo TV együttműködve április 4-én sugározta a Roseland show-kra való felkészülés különböző részleteit. A kulisszák mögötti műsor a nap folyamán mindkét csatornán adásba került, beleértve a partnercsatornákat is, mint például az MTV Hits. Sway Calloway, az MTV Newsnak dolgozó munkatárs hozzáférhetett a show háttérlogisztikájához, beleértve a próbákat is. Meglátogatták Gaga régi lakását is, és megnézték a rajongók által az énekesnőnek küldött műgyűjtemény egy részét. A műsorokat az MTV honlapján, valamint Gaga előadói oldalán és a Logo tulajdonában lévő különböző közösségi médiacsatornákon közvetítették. A 2014. április 7-i utolsó előadást a Roselandben élőben közvetítették azok számára, akik nem tudták megnézni a koncertet. A Verizon Communications bejelentette, hogy az eseményt 21:00 órától  a GetMoreGaga.com weboldalon közvetítik. A hírt maga Gaga jelentette be a Twitter-fiókján közzétett videóban.

## Dallista

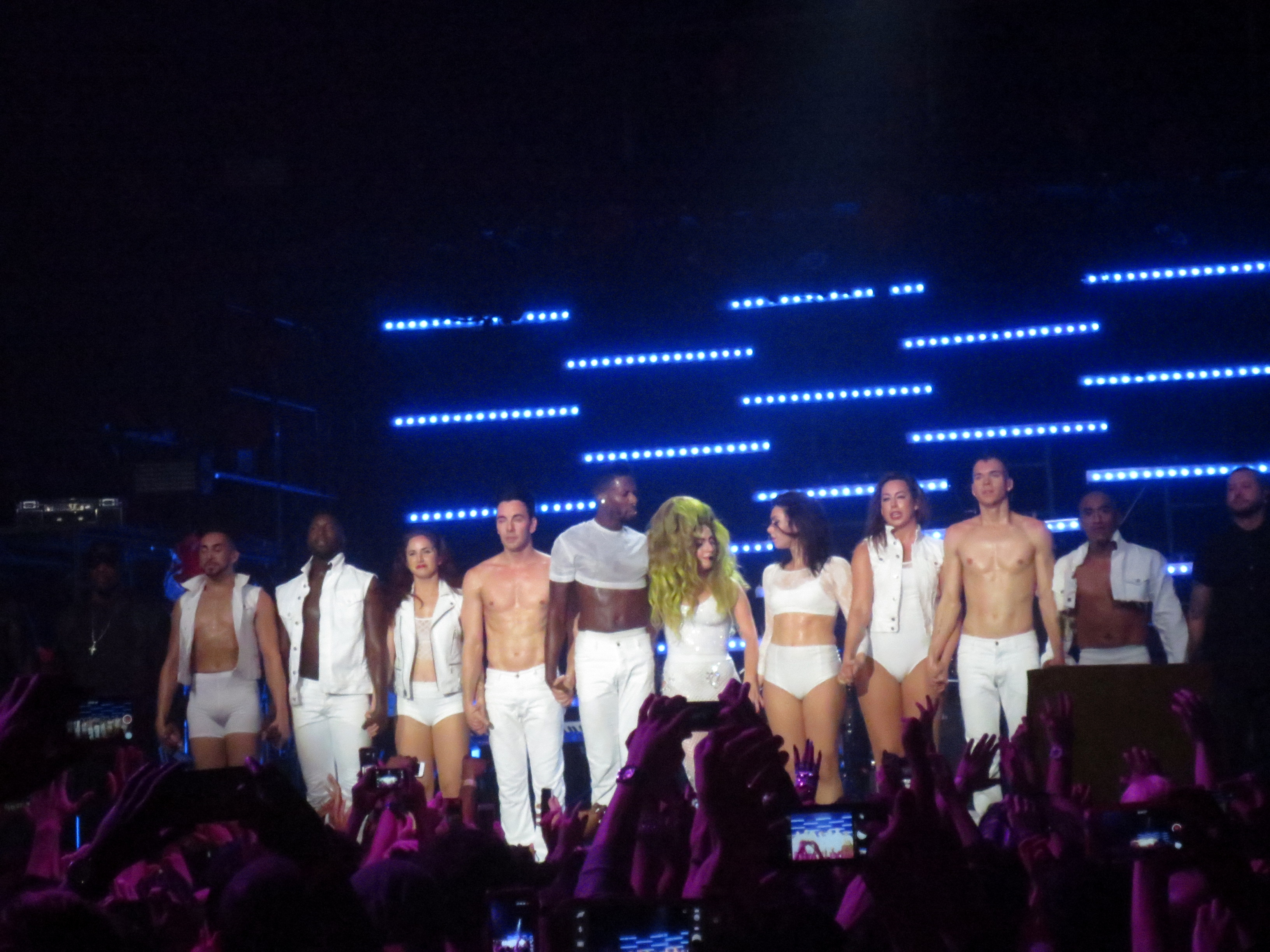
Gaga és táncosai meghajolnak az utolsó dal, a G.U.Y. után a Roseland Ballroomban

Az alábbi lista a 2014. március 28-i koncert dallistáját mutatja be.
1. Born This Way
2. Black Jesus + Amen Fashion
3. Monster
4. Bad Romance
5. Sexxx Dreams
6. Dope
7. You and I
8. Just Dance
9. Poker Face
10. Applause

Ráadás
1. G.U.Y.

## Koncertek
| Dátum (2014)  | Felvezető előadó | Eladott jegyek         | Bevétel       |
| Észak-Amerika | Észak-Amerika    | Észak-Amerika          | Észak-Amerika |
| ------------- | ---------------- | ---------------------- | ------------- |
| Március 28    | Lady Starlight   | 24 532 / 24 532 (100%) | $1 522 800    |
| Március 30    | Lady Starlight   | 24 532 / 24 532 (100%) | $1 522 800    |
| Március 31    | Lady Starlight   | 24 532 / 24 532 (100%) | $1 522 800    |
| Április 2     | Lady Starlight   | 24 532 / 24 532 (100%) | $1 522 800    |
| Április 4     | Lady Starlight   | 24 532 / 24 532 (100%) | $1 522 800    |
| Április 6     | Lady Starlight   | 24 532 / 24 532 (100%) | $1 522 800    |
| Április 7     | Lady Starlight   | 24 532 / 24 532 (100%) | $1 522 800    |

## Fordítás
Ez a szócikk részben vagy egészben  a   Lady Gaga Live at Roseland Ballroom című angol Wikipédia-szócikk fordításán alapul.  Az eredeti cikk szerkesztőit annak laptörténete sorolja fel. Ez a jelzés csupán a megfogalmazás eredetét és a szerzői jogokat jelzi, nem szolgál a cikkben szereplő információk forrásmegjelöléseként.